# Zrecze Duże
Zrecze Duże – wieś w Polsce położona w województwie świętokrzyskim, w powiecie kieleckim, w gminie Chmielnik.
| SIMC    | Nazwa            | Rodzaj    |
| ------- | ---------------- | --------- |
| 0235588 | Kaczorów         | część wsi |
| 0235594 | Zrecze Gnoińskie | część wsi |

W latach 1975–1998 miejscowość administracyjnie należała do województwa kieleckiego.